# Otto S. Wolfbeis

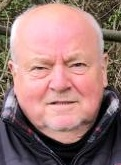
Otto Wolfbeis im November 2019

Otto S. Wolfbeis (* 18. Juli 1947 in Graz; † 1. Juni 2023  in Graz) war ein österreichischer Chemiker, der für seine Beiträge zur analytischen Chemie, insbesondere zur chemischen und biologischen Sensorik, bekannt ist. Er hatte mehrere akademische Positionen inne, unter anderem an der Universität Regensburg, wo er Professor für Analytische Chemie und Grenzflächenchemie war. Seine Arbeiten führten zu mehr als 600 Veröffentlichungen und zahlreichen industriellen Anwendungen.

## Biographie
Wolfbeis studierte Chemie an der Universität Graz und wurde 1972 im Fach Organische Chemie promoviert. Anschließend war er postdoktoraler Mitarbeiter am Max-Planck-Institut für Strahlenchemie (heute: Max-Planck-Institut für Chemische Energiekonversion) in Mülheim bei Ernst Koerner von Gustorf. Ab 1974 war er Assistent am Institut für Organische Chemie der Universität Graz. Nach einem weiteren Aufenthalt als Gastwissenschaftler an der Technischen Universität Berlin bei Ernst Lippert (1978) habilitierte er sich im Jahr 1979 mit einer Arbeit über Synthesen und spektroskopische Eigenschaften von Laserfarbstoffen und fluoreszierenden Indikatoren. Er war anschließend Gastprofessor an der Tufts University (Boston, 1986), Hebräischen Universität Jerusalem (1995) und Wuhan University (China, 1997). Von 1991 bis 1994 war er Gründungsdirektor des Institut für optische Sensorik an der Forschungsgesellschaft Joanneum in Graz, das später Teil des Instituts für Oberflächentechnologien und Photonik wurde. Im Jahr 1994 erhielt er Rufe an die Universitäten Paderborn und Regensburg und nahm letzteren an. Ab 1995 baute er als Direktor das bestehende Institut für Physikalische Chemie in ein Institut für Analytische Chemie, Chemo- & Biosensorik um. Die Literatur- und Zitationsdatenbank Scopus führt ihn als Autor beziehungsweise Mitautor von 549 Fachpublikationen und schreibt ihm einen h-Index von 99 zu (Stand: 2023). Der h-Index ist ein Maß für den wissenschaftlichen Einfluss eines Forschers oder einer Forscherin und misst, wie oft die Publikationen einer Person zitiert werden. Wolfbeis hat als akademischer Lehrer mehr als 80 Doktoranden, Postdoktoranden und Humboldt-Kollegiaten betreut. Ein bedeutender Anteil von ihnen hat inzwischen auch eine akademische Karriere verfolgt.

## Wissenschaftliche Tätigkeiten (Auswahl)
Wolfbeis war an der Universität Regensburg u. a. mehrfach Mitglied im Senat der Universität und Leiter des Laboratoriums für Umweltradioaktivität (1998–2012). Er war außerdem Dekan der Fakultät für Chemie und Pharmazie (2000–2002) und Prorektor (2002–2004) sowie Regensburger Vertreter bei der Bayerischen Eliteakademie (2004–2008). Er initiierte die Gründung der Fraunhofer-Gruppe für Optische Sensorik in Regensburg (heute Teil der Fraunhofer-Einrichtung für Mikrosysteme und Festkörper-Technologien in München).
Wolfbeis war u. a. Gründer der Konferenzserie Methods & Applications in Fluorescence (MAF, 1989). Im Jahr 1992 organisierte er die erste 
Europt(r)ode. Europt(r)ode ist eine der weltweit führenden Konferenzserien, die sich der Diskussion aller Aspekte der Forschung, Entwicklung und Anwendung optischer, chemischer und biosensorgestützter Sensoren widmet. Er hatte den Vorsitz bei beiden Konferenzserien inne und war Mitbegründer der ASCOS-Kursreihe (Advanced Study Course on Optical Sensors) im Jahr 1996.
Die Hauptarbeitsgebiete von Wolfbeis lagen auf folgenden Gebieten: Molekulare fluoreszente Sonden, chemische Sensoren und Biosensoren (z. B. faseroptische Sensoren), lumineszente Nanomaterialien, aufkonvertierende Partikel, photonische Kristalle, elektrochemische Sensoren und bildgebende optische Verfahren. Er veröffentlichte über 500 Publikationen in referierten Journalen Vorrangige Arbeitsgebiete waren (Bio)Sensorfilme und faseroptische (Bio)sensoren, Elektrochemische (Bio)Sensoren, Fluoreszente Nanosensoren, Methoden der fluoreszenzoptischen Bildgebung (Imaging), und optische Sonden und Indikatoren. Wolfbeis wird als Miterfinder in rund 40 Patenten genannt. Viele seiner Entwicklungen haben zu industriellen Produkten geführt.

## Auszeichnungen
- 1989: Heinrich-Emanuel-Merck-Preis
- 1996: Friedrich-Emich-Plakette
- 2010: Křižík Medal (Czech Academy of Science)[15]
- 2013: Clemens-Winkler-Medaille

## Herausgeberschaften
- Fiber Optic Chemical Sensors and Biosensors. 2 Bände. CRC Press, Boca Raton FL u. a. 1991, ISBN 0-8493-5508-7 (Bd. 1), ISBN 0-8493-5509-5 (Bd. 2).
- 2000–2008: Springer Series on Fluorescence. Springer, Berlin. ISSN 1617-1306.
- 2002–2007: Springer Series on Chemical Sensors and Biosensors. Springer, Berlin. ISSN 1612-7617.
- 2002–2020: der Microchimica Acta (Springer-Nature; Heidelberg-Berlin). ISSN 0026-3672 (gedruckt); ISSN 1436-5073 (digital)
- 2012–2019: (zusammen mit David Birch und Yves Mely) Journal Methods and Applications in Fluorescence (Institute of Physics; London). ISSN 2050-6120 (digital)